# Distrito de Milpuc
El distrito de Milpuc es uno de los doce que conforman la provincia de Rodríguez de Mendoza ubicada en el departamento de Amazonas en el Norte del Perú. Limita por el Norte con el distrito de Omia; por el Este y por el Sur con el distrito de Chirimoto y; por el Oeste con el distrito de Totora y con el distrito de Santa Rosa.
Desde el punto de vista jerárquico de la Iglesia católica forma parte de la diócesis de Chachapoyas.

## Historia
El distrito fue creado el 31 de octubre de 1932 mediante Ley N.º 7626, en el gobierno del Presidente Luis Miguel Sánchez Cerro.

## Geografía
Abarca una superficie de 26,8 km² y tiene una población estimada de 671 habitantes. 
Su capital es el centro poblado de Milpuc a 1675 m s. n. m. con 386 habitantes.

## Atractivos turísticos
Sitio arqueológico El CerroSe trata de una llacta perteneciente a la cultura Chachapoyas.
Tragadero de MilpucEstá constituido por grietas que literalmente se tragan al río Shocol y vuelve a salir en el pueblo de Omia y vierte sus aguas en el río Leyva. Se puede observar desde la carretera Milpuc-Chirimoto. Ubicado en S6 30.038 W77 25.661.

## Autoridades

### Municipales
- 2019 - 2022[6]
  - Alcalde: Obed Portocarrero Portocarrero, de Sentimiento Amazonense Regional.
  - Regidores:

  1. Jorge Luis Chávez Hernández (Sentimiento Amazonense Regional)
  2. José Fermín Torres Rodríguez (Sentimiento Amazonense Regional)
  3. Marvith Sucely Riva López (Sentimiento Amazonense Regional)
  4. Sadi Clarivel Ruiz Rodríguez (Sentimiento Amazonense Regional)
  5. Guimo Rodríguez Tafur (Movimiento Regional Fuerza Amazonense)

Alcaldes anteriores
- 2015 - 2018:[7] Wiliam Mercedes Portocarrero Vargas, del Movimiento Obras por Amazonas.
- 2011 - 2014: Fredy Roberth Vela Fernández, Movimiento Regional Fuerza Amazonense (FA).
- 2007 - 2010:  Fredy Roberth Vela Fernández.